# Philip D. Gingerich
Philip D. Gingerich   (Iowa, 23 de març de 1946) és un paleontòleg estatunidenc, catedràtic de la Universitat de Michigan i comissari del seu museu de paleontologia. La seva especialitat són els mamífers prehistòrics en general, però és més conegut pel seu treball sobre cetacis prehistòrics com ara Basilosaurus, Basiloterus o Pakicetus.

## Educació i premis
Gingerich va rebre un Bachelor of Arts la Universitat de Princeton el 1968, un Master of Philosophy a la Universitat Yale el 1972, i un doctorat, també de la Universitat Yale, el 1974. Tots els graus dels seus estudis universitaris van ser en el camp de la geologia.
Gingerich va ser guardonat amb el Premi Henry Russell de la Universitat de Michigan el 1980, la Beca Shadle de la Societat Americana de Mammologists el 1973, i el Premi Charles Schuchert de la Societat Paleontològica el 1981.

## Recerca
- Rates of evolution.[6][7]
- Paleocene-Eocene Thermal Maximum.[7][8][9]
- Origin and early evolution of whales (cetacea).[10][11][12]
- Origin and early evolution of primates.[13][14]